# El Marsa (Chlef)
El Marsa (în arabă المرسى) este o comună din provincia Chlef, Algeria.
Populația comunei este de 10.807 locuitori (2008).